# XIX Governo Constitucional de Portugal
O XIX Governo Constitucional de Portugal (21 de junho de 2011 – 30 de outubro de 2015) foi formado com base nas eleições legislativas de 5 de junho de 2011, que o PSD ganhou com maioria relativa. O Presidente da República, Aníbal Cavaco Silva, convidou, no dia 6 de junho, Pedro Passos Coelho a formar Governo com “apoio parlamentar maioritário” e pediu-lhe urgência na sua formação, no sentido de “desenvolver de imediato diligências com vista a propor uma solução governativa que disponha de apoio parlamentar maioritário e consistente”.
Face aos resultados eleitorais, e na impossibilidade de formação de um governo com apoio parlamentar maioritário de um só partido, o Partido Social Democrata (PSD), liderado por Pedro Passos Coelho, negociou e estabeleceu um acordo de governo, assinado a 16 de junho de 2011, com o CDS - Partido Popular, liderado por Paulo Portas, tendo o Governo tomado posse a 21 de junho de 2011. Cessou funções a 30 de outubro de 2015, na sequência do termo normal da XII legislatura.

## Composição
De acordo com o artigo 183.º da Constituição Portuguesa, o Governo é constituído pelo primeiro-ministro, pelos ministros e pelos secretários e subsecretários de Estado, podendo incluir um ou mais vice-primeiros-ministros. O número, a designação e as atribuições dos ministérios e secretarias de Estado, bem como as formas de coordenação entre eles, são determinados, consoante os casos, pelos decretos de nomeação dos respetivos titulares ou por decreto-lei.
A composição do XIX Governo Constitucional era a seguinte:

### Primeiro-Ministro
| Retrato | Cargo                                                                               | Detentor                    | Partido | Partido | Período                                     |
| ------- | ----------------------------------------------------------------------------------- | --------------------------- | ------- | ------- | ------------------------------------------- |
|         | Primeiro-ministro da República Portuguesa (Artigo 183.º da Constituição Portuguesa) | Pedro Passos Coelho (1964–) |         | PSD     | 21 de junho de 2011 a 30 de outubro de 2015 |

### Vice-Primeiro-Ministro
| Retrato | Cargo                                          | Detentor             | Partido | Partido | Período                                     |
| ------- | ---------------------------------------------- | -------------------- | ------- | ------- | ------------------------------------------- |
|         | Vice-Primeiro-ministro da República Portuguesa | Paulo Portas (1962–) |         | CDS-PP  | 24 de julho de 2013 a 30 de outubro de 2015 |

### Ministros
| Retrato                                               | Cargo                                                                       | Detentor                         | Partido | Partido                                     | Período                                        |
| ----------------------------------------------------- | --------------------------------------------------------------------------- | -------------------------------- | ------- | ------------------------------------------- | ---------------------------------------------- |
|                                                       | Ministro de Estado e dos Negócios Estrangeiros                              | Paulo Portas (1962–)             |         | CDS-PP                                      | 21 de junho de 2011 a 24 de julho de 2013      |
|                                                       | Ministro de Estado e dos Negócios Estrangeiros                              | Rui Machete (1940–)              |         | PSD                                         | 24 de julho de 2013 a 30 de outubro de 2015    |
|                                                       | Ministro de Estado e das Finanças                                           | Vítor Gaspar (1960–)             |         | Independente                                | 21 de junho de 2011 a 2 de julho de 2013       |
|                                                       | Ministro de Estado e das Finanças                                           | Maria Luís Albuquerque (1967–)   |         | PSD                                         | 2 de julho de 2013 a 30 de outubro de 2015     |
|                                                       | Ministro da Defesa Nacional                                                 | José Pedro Aguiar-Branco (1957–) |         | PSD                                         | 21 de junho de 2011 a 30 de outubro de 2015    |
|                                                       | Ministro da Administração Interna                                           | Miguel Macedo (1959–2025)        |         | PSD                                         | 21 de junho de 2011 a 19 de novembro de 2014   |
|                                                       | Ministro da Administração Interna                                           | Anabela Rodrigues (1953–)        |         | Independente                                | 19 de novembro de 2014 a 30 de outubro de 2015 |
|                                                       | Ministra da Justiça                                                         | Paula Teixeira da Cruz (1960–)   |         | PSD                                         | 21 de junho de 2011 a 30 de outubro de 2015    |
|                                                       | Ministro Adjunto e dos Assuntos Parlamentares                               | Miguel Relvas (1961–)            |         | PSD                                         | 21 de junho de 2011 a 13 de abril de 2013      |
|                                                       | Ministro Adjunto e do Desenvolvimento Regional                              | Miguel Poiares Maduro (1967–)    |         | PSD                                         | 13 de abril de 2013 a 30 de outubro de 2015    |
|                                                       | Ministro da Presidência e dos Assuntos Parlamentares                        | Luís Marques Guedes (1957–)      |         | PSD                                         | 13 de abril de 2013 a 30 de outubro de 2015    |
|                                                       | Ministro da Economia e do Emprego                                           | Álvaro Santos Pereira (1972–)    |         | Independente                                | 21 de junho de 2011 a 24 de julho de 2013      |
|                                                       | Ministro da Economia                                                        | António Pires de Lima (1962–)    |         | CDS-PP                                      | 24 de julho de 2013 a 30 de outubro de 2015    |
|                                                       | Ministra da Agricultura, do Mar, do Ambiente e do Ordenamento do Território | Assunção Cristas (1974–)         |         | CDS-PP                                      | 21 de junho de 2011 a 24 de julho de 2013      |
| Ministra da Agricultura e do Mar                      | 24 de julho de 2013 a 30 de outubro de 2015                                 | Assunção Cristas (1974–)         |         | CDS-PP                                      |                                                |
|                                                       | Ministro do Ambiente, Ordenamento do Território e Energia                   | Jorge Moreira da Silva (1971–)   |         | PSD                                         | 24 de julho de 2013 a 30 de outubro de 2015    |
|                                                       | Ministro da Saúde                                                           | Paulo Macedo (1963–)             |         | Independente                                | 21 de junho de 2011 a 30 de outubro de 2015    |
|                                                       | Ministro da Educação e Ciência                                              | Nuno Crato (1952–)               |         | Independente                                | 21 de junho de 2011 a 30 de outubro de 2015    |
|                                                       | Ministro da Solidariedade e Segurança Social                                | Pedro Mota Soares (1974–)        |         | CDS-PP                                      | 21 de junho de 2011 a 24 de julho de 2013      |
| Ministro da Solidariedade, Emprego e Segurança Social |                                                                             | Pedro Mota Soares (1974–)        | CDS-PP  | 24 de julho de 2013 a 30 de outubro de 2015 |                                                |

### Secretários de Estado

#### Sob oPrimeiro-ministro
Secretário de Estado Adjunto do Primeiro-Ministro
- Carlos Moedas — de 21 de junho de 2011 a 10 de setembro de 2014

Secretário de Estado da Cultura
- Jorge Barreto Xavier — de 26 de outubro de 2012 a 30 de outubro de 2015
- Francisco José Viegas — de 21 de junho de 2011 a 26 de outubro de 2012

#### Sob oVice-primeiro-ministro
Secretário de Estado Adjunto do Vice-primeiro-ministro
- Miguel Morais Leitão (26 de julho de 2013 - 30 de outubro de 2015)

Subsecretária de Estado Adjunta do Vice-primeiro-ministro
- Vânia Dias da Silva (26 de julho de 2013 - 30 de outubro de 2015)

#### Ministério das Finanças
Secretário de Estado do Orçamento
- Hélder Gomes dos Reis — de 2 de julho de 2013 a 30 de outubro de 2015
- Luís Morais Sarmento — de 28 de junho de 2011 a 2 de julho de 2013

Secretário de Estado do Tesouro
- Isabel Castelo Branco — 2 de setembro de 2013 a 30 de outubro de 2015
- Joaquim Pais Jorge – de 2 de julho a 2 de setembro de 2013
- Maria Luís Albuquerque (antes de 26 de outubro de 2012, detinha também a pasta das Finanças) — de 28 de junho de 2011 a 2 de julho de 2013

Secretário de Estado das Finanças
- Manuel Luís Rodrigues (26 de outubro de 2012 - 30 de outubro de 2015)

Secretário de Estado dos Assuntos Fiscais
- Paulo Núncio

Secretário de Estado da Administração Pública
- José Leite Martins — de 30 de dezembro de 2013 a 30 de outubro de 2015
- Hélder Rosalino — de 28 de junho de 2011 a 30 de dezembro de 2013

#### Ministério dos Negócios Estrangeiros
Secretário de Estado dos Negócios Estrangeiros e Cooperação
- Luís Campos Ferreira — de 26 de julho de 2013 a 30 de outubro de 2015
- Francisco Almeida Leite — de 22 de abril a 26 de julho de 2013
- Luís Brites Pereira — de 28 de junho de 2011 a 22 de abril de 2013

Secretário de Estado dos Assuntos Europeus
- Bruno Maçães — de 26 de julho de 2013 a 30 de outubro de 2015
- Miguel Morais Leitão — de 28 de junho de 2011 a 26 de julho de 2013

Secretário de Estado das Comunidades Portuguesas
- José Cesário

#### Ministério da Defesa Nacional
Secretário de Estado Adjunto e da Defesa Nacional
- Berta Cabral — de 22 de abril de 2013 a 30 de outubro de 2015
- Paulo Braga Lino — de 28 de junho de 2011 a 22 de abril de 2013

#### Ministério da Administração Interna(MAI)
Secretário de Estado Adjunto da Ministra da Administração Interna
- Funções distribuídas por equipas de trabalho a criar no interior do MAI de 22 de abril de 2015 a 30 de outubro de 2015;[9]
- Fernando Alexandre — de 22 de abril de 2013 a 22 de abril de 2015 (até 19 de novembro de 2014, na dependência de Miguel Macedo)
- Juvenal Silva Peneda — de 28 de junho de 2011 a 22 de abril de 2013

Secretário de Estado da Administração Interna
- João Almeida — de 30 de dezembro de 2013 a 30 de outubro de 2015 (até 19 de novembro de 2014, na dependência de Miguel Macedo)
- Filipe Lobo d'Ávila — de 28 de junho de 2011 a 30 de dezembro de 2013

#### Ministério da Justiça
Secretário de Estado da Justiça
- António Costa Moura — de 30 de dezembro de 2013 a 30 de outubro de 2015
- Fernando Santo — de 28 de junho de 2011 a 30 de dezembro de 2013 (como Sec. Estado da Administração Patrimonial e Equipamentos do Ministério da Justiça)

#### Sob oMinistro dos Assuntos Parlamentares
Secretária de Estado dos Assuntos Parlamentares e da Igualdade
- Teresa Morais

Secretário de Estado do Desporto e Juventude
- Emídio Guerreiro — de 13 de abril de 2013 a 30 de outubro de 2015
- Alexandre Miguel Mestre — de 28 de junho de 2011 a 13 de abril de 2013

#### Sob o Ministro Adjunto e do Desenvolvimento Regional
Secretário de Estado Adjunto do Ministro Adjunto e do Desenvolvimento Regional
- Pedro Lomba (13 de abril de 2013 - 30 de outubro de 2015)

Secretário de Estado para a Modernização Administrativa
- Joaquim Pedro Cardoso da Costa (13 de abril de 2013 - 30 de outubro de 2015)

Secretário de Estado da Administração Local
- António Leitão Amaro — de 22 de abril de 2013 a 30 de outubro de 2015
- Ana Rita Barosa — de 1 de fevereiro de 2013 a 13 de abril de 2013 (na dependência de Miguel Relvas)
- Paulo Júlio — de 28 de junho de 2011 a 1 de fevereiro de 2013 (na dependência do Ministro dos Assuntos Parlamentares, Miguel Relvas)

Secretário de Estado do Desenvolvimento Regional
- Manuel Castro Almeida — de 22 de abril de 2013 a 30 de outubro de 2015
- António Almeida Henriques — de 28 de junho de 2011 a 13 de abril de 2013 (na dependência do Ministro da Economia, Álvaro Santos Pereira)

#### Ministério da Economia
Secretário de Estado Adjunto e da Economia
- Leonardo Mathias (26 de julho de 2013 - 30 de outubro de 2015)

Secretário de Estado da Inovação, Investimento e Competitividade
- Pedro Gonçalves — de 26 de julho de 2013 a 30 de outubro de 2015
- Franquelim Alves — de 1 de fevereiro a 26 de julho de 2013 (como Secretário de Estado do Empreendedorismo, Competitividade e Inovação, na dependência de Álvaro Santos Pereira)
- Carlos Nuno Oliveira — de 28 de junho de 2011 a 1 de fevereiro de 2013 (como Secretário de Estado do Empreendedorismo, Competitividade e Inovação, na dependência de Álvaro Santos Pereira)

Secretário de Estado das Infraestruturas, Transportes e Comunicações
- Sérgio Silva Monteiro (até 26 de julho de 2013, Secretário de Estado das Obras Públicas, Transportes e Comunicações)

Secretário de Estado do Turismo
- Adolfo Mesquita Nunes — de 1 de fevereiro de 2013 a 30 de outubro de 2015
- Cecília Meireles — de 28 de junho de 2011 a 1 de fevereiro de 2013

#### Ministério do Ambiente, Ordenamento do Território e Energia
Secretário de Estado do Ambiente
- Paulo Silva Lemos — de 1 de fevereiro de 2013 a 30 de outubro de 2015 (até 26 de julho de 2013, como Secretário de Estado do Ambiente e Ordenamento do Território, na dependência da Ministra da Agricultura, Mar, Ambiente e Ordenamento do Território, Assunção Cristas)
- Pedro Afonso de Paulo — de 28 de junho de 2011 a 1 de fevereiro de 2013 (Como Secretário de Estado do Ambiente e Ordenamento do Território, na dependência da Ministra da Agricultura, Mar, Ambiente e Ordenamento do Território, Assunção Cristas)

Secretário de Estado da Energia
- Artur Trindade — de 13 de março de 2012 a 30 de outubro de 2015 (até 26 de julho de 2013, na dependência de Álvaro Santos Pereira)
- Henrique Gomes — de 28 de junho de 2011 a 12 de março de 2012 (na dependência do Ministro da Economia e do Emprego, Álvaro Santos Pereira)

Secretário de Estado do Ordenamento do Território e da Conservação da Natureza
- Miguel de Castro Neto (26 de julho de 2013 - 30 de outubro de 2015)

#### Ministério da Agricultura e do Mar
Secretário de Estado da Agricultura
- José Diogo Albuquerque

Secretário de Estado das Florestas e Desenvolvimento Rural
- Funções distribuídas pela ministra Assunção Cristas e restantes secretários de Estado de 2 de outubro de 2014 a 30 de outubro de 2015[10]
- Francisco Gomes da Silva — de 1 de fevereiro de 2013 a 2 de outubro de 2014
- Daniel Campelo — de 28 de junho de 2011 a 1 de fevereiro de 2013

Secretário de Estado do Mar
- Manuel Pinto de Abreu

Secretário de Estado da Alimentação e da Investigação Agroalimentar
- Nuno Vieira e Brito (1 de fevereiro de 2013 - 30 de outubro de 2015)

#### Ministério da Saúde
Secretário de Estado Adjunto do Ministro da Saúde
- Fernando Leal da Costa

Secretário de Estado da Saúde
- Manuel Ferreira Teixeira

#### Ministério da Educação e Ciência
Secretário de Estado do Ensino Superior
- José Ferreira Gomes — de 26 de julho de 2013 a 30 de outubro de 2015
- João Filipe Queiró — de 28 de junho de 2011 a 26 de julho de 2013

Secretária de Estado da Ciência
- Leonor Parreira

Secretário de Estado do Ensino e Administração Escolar
- João Casanova de Almeida

Secretário de Estado do Ensino Básico e Secundário
- Fernando Reis — de 21 de outubro de 2014 a 30 de outubro de 2015
- João Grancho — de 26 de outubro de 2012 a 20 de outubro de 2014
- Isabel Santos Silva — de 28 de junho de 2011 a 26 de outubro de 2012

#### Ministério da Solidariedade, Emprego e Segurança Social
Secretário de Estado da Solidariedade e Segurança Social
- Agostinho Branquinho — de 26 de julho de 2013 a 30 de outubro de 2015
- Marco António Costa — de 28 de junho de 2011 a 26 de julho de 2013

Secretário de Estado do Emprego
- Octávio de Oliveira — de 26 de julho de 2013 a 30 de outubro de 2015
- Pedro Roque — de 1 de fevereiro a 26 de julho de 2013 (na dependência de Álvaro Santos Pereira)
- Pedro Silva Martins — de 28 de junho de 2011 a 1 de fevereiro de 2013 (na dependência do Ministro da Economia e do Emprego, Álvaro Santos Pereira)

## Remodelações

Retrato de Passos Coelho para as Legislativas 2011

| Data       | Cargo | Membro(s) que sai(em) | Membro(s) que entra(m) |
| 13-03-2012 | Sec. Estado da Energia | Henrique Gomes | Artur Trindade |
| 26-10-2012 | Sec. Estado da Cultura Sec. Estado do Ensino Básico e Secundário Sec. Estado do Tesouro e das Finanças Sec. Estado do Tesouro Sec. Estado das Finanças | Francisco José Viegas Isabel Santos Silva Mª Luís Albuquerque (nova criação)                                                                                | Jorge Barreto Xavier João Grancho Cargo extinto (separação entre Tesouro e Finanças) Maria Luís Albuquerque (Tesouro) Manuel Luís Rodrigues (Finanças) |
| 01-02-2013 | Sec. Estado da Administração Local/Reforma Administrativa Sec. Estado do Emprego Sec. Estado do Empreendedorismo, Competitividade e Inovação Sec. Estado do Turismo Sec. Estado das Florestas e do Desenvolvimento Rural Sec. Estado do Ambiente e Ordenamento do Território Sec. Estado da Alimentação e da Investigação Agroalimentar | Paulo Júlio Pedro Silva Martins Carlos Nuno Oliveira Cecília Meireles Daniel Campelo Pedro Afonso de Paulo (nova criação)                                   | Ana Rita Barosa Pedro Roque Franquelim Alves Adolfo Mesquita Nunes Francisco Gomes da Silva Paulo Silva Lemos Nuno Vieira e Brito |
| 13-04-2013 | Sec. Estado da Presidência do Conselho de Ministros Ministro Adjunto e dos Assuntos Parlamentares **Sec. Estado Adj. do Ministro Adj. e dos Ass. Parlamentares Ministro Adjunto e do Desenvolvimento Regional **Sec. Estado Adjunto do Ministro Adjunto e do Desenv. Regional **Sec. Estado para a Modernização Administrativa **Sec. Estado Adj. da Economia e do Desenv. Regional **Sec. Estado da Administração Local/Reforma Administrativa Ministro da Presidência e dos Assuntos Parlamentares **Sec. Estado dos Assuntos Parlamentares e da Igualdade **Sec. Estado do Desporto e Juventude | Luís Marques Guedes Miguel Relvas Feliciano Barreiras Duarte (nova criação) Almeida Henriques Ana Rita Barosa (nova criação) Teresa Morais Alexandre Mestre | Cargo extinto (subiu a Ministro da Presidência) Cargo extinto (separação entre Ministro Adjunto e Ass. Parlamentares) Cargo extinto Miguel Poiares Maduro (Ministro Adjunto) Pedro Lomba (na dependência de Poiares Maduro) Pedro Cardoso da Costa (na dependência de Poiares Maduro) Nomeação a 22-04-2013 (na dependência de Poiares Maduro) Luís Marques Guedes (Ass. Parlamentares) a própria (na dependência de Marques Guedes) Emídio Guerreiro (na dependência de Marques Guedes) |
| 22-04-2013 | Sec. Estado Adj. da Economia e do Desenv. Regional Sec. Estado da Administração Local/Reforma Administrativa Sec. Estado dos Negócios Estrangeiros e Cooperação Sec. Estado Adjunto e da Defesa Nacional Sec. Estado Adjunto do Ministro da Administração Interna | Almeida Henriques (saiu a 13/4) Ana Rita Barosa (saiu a 13/4) Luís Brites Pereira Paulo Braga Lino Juvenal Silva Peneda                                     | Manuel Castro Almeida (como Sec. Estado do Desenv. Regional) António Leitão Amaro (como Sec. Estado da Adm. Local) Francisco Almeida Leite Berta Cabral Fernando Alexandre |
| 02-07-2013 | Ministro de Estado e das Finanças **Sec. Estado do Orçamento **Sec. Estado do Tesouro **Sec. Estado das Finanças **Sec. Estado dos Assuntos Fiscais **Sec. Estado da Administração Pública | Vítor Gaspar Luís Morais Sarmento Maria Luís Albuquerque Manuel Luís Rodrigues Paulo Núncio Hélder Rosalino                                                 | Maria Luís Albuquerque Hélder Gomes dos Reis Joaquim Pais Jorge o próprio (na dependência de Maria Luís Albuquerque) |
| 30-12-2013 | Sec. Estado da Administração Pública Sec. Estado da Administração Interna Sec. Estado da Adm. Patrimonial e Equip. do MJ | Hélder Rosalino Filipe Lobo d'Ávila Fernando Santo | José Leite Martins João Pinho de Almeida António Costa Moura (como Sec. Estado da Justiça) |
| 21-10-2014 | Sec. Estado do Ensino Básico e Secundário | João Grancho | Fernando Reis |
| 19-11-2014 | Ministro da Administração Interna | Miguel Macedo | Anabela Rodrigues |

## Medidas e actos
- Em 2011-06-30, Pedro Passos Coelho anuncia a exigência aos contribuintes de "uma contribuição especial para o ajustamento orçamental" que consiste na retenção em sede de IRS de 50% "do subsídio de Natal acima do salário mínimo nacional".[11] Pedro Passos Coelho justificou esta medida de "carácter extraordinário" com a necessidade de cumprir os objectivos de consolidação das contas públicas, isto apesar de Pedro Passos Coelho durante a campanha eleitoral, ao ser confrontado com essa medida, ter respondido «Eu nunca ouvi falar disso no PSD. Eu já ouvi o primeiro-ministro dizer, infelizmente, que o PSD quer acabar com muitas coisas e também com o 13.º mês, mas nós nunca falámos disso e isso é um disparate»[12]

- Em 2011-07-05 o Conselho de Ministros aprovou o fim das "golden shares" na EDP, Galp Energia e Portugal Telecom.[13]

- Em 2011-07-14, o governo anunciou a proposta de criação de uma sobretaxa extraordinária em sede de IRS que abranja “todos os rendimentos englobáveis das diversas categorias de IRS”. Segundo o anúncio, esta sobretaxa será colectada em 2011 e 2012 e prevê-se que renda ao estado 1 025 milhões de euros em 2011.[14]

- Em 2011-07-15, o ministro da Educação e Ciência, Nuno Crato, anunciou o encerramento imediato de 266 escolas do 1.º ciclo com menos de 21 alunos. Esta decisão foi tomada com o acordo das respectivas autarquias e em sequência da reavaliação do plano de encerramento de 654 escolas do 1.º ciclo com menos de 21 alunos.[15]

- Em 2011-07-20, o governo reduziu as indemnizações por despedimento nos novos contratos, baixando de 30 para 20 dias de salário base por ano de trabalho.[16]

- Em 2011-07-21 o Ministério da Economia confirmou que o governo irá comunicar às operadoras de transportes públicos que os bilhetes e passes sociais sofrerão um aumento médio de 15% em Agosto.[17]

- Em 2011-08-04 o Conselho de Ministros aprovou a fusão do Instituto Português da Juventude com o Instituto do Desporto de Portugal, criando o Instituto do Desporto e da Juventude, juntamente com a eliminação da Fundação para a Divulgação das Tecnologias de Informação e da Movijovem. Com esta medida prevê-se a poupança de 14 milhões de euros e a redução de cargos dirigentes de 112 para 43.[18]

- Em 2011-08-12, o ministro das Finanças, Vítor Gaspar, anunciou que o IVA no gás natural e na electricidade vai passar da taxa mínima para a taxa normal, a mais elevada, que é actualmente de 23%.[19] A medida foi aprovada em 2011-09-08, com votos a favor do PSD e CDS.[20]

- Em 2011-08-31 foi divulgado que o ministro da Educação, Nuno Crato, reduziu o orçamento das instituições de ensino superior em 95 milhões de euros, constituindo um corte de 8,5%.[21]

- Em 2011-10-12, o governo anunciou que iria cortar o pagamento das horas extraordinárias a funcionários públicos em 50% até ao final de 2013.[22]

- Em 2011-10-13 Passos Coelho declara que, em compensação da não-aplicação da descida da Taxa Social Única que tem defendido, irá aumentar o horário de trabalho do sector público "em meia hora por dia, em dois anos". Juntamente, declarou que o governo irá proceder à eliminação de feriados.[23]

- Em 2011-11-03 foi aprovada a 2.ª fase do processo de reprivatização do capital social da REN.[24]

- Em 2011-12-22 foi anunciado que o Governo vendeu a participação do Estado na EDP à companhia chinesa China Three Gorges Corporation por 2700 milhões de euros.[25]

- Em 2011-12-29, a directora-geral do Orçamento, Maria Eugénia Pires, apresentou a sua demissão ao ministro das Finanças por o Governo ter decidido acabar com o sistema que impõe um controlo trimestral da despesa pública, visando o cumprimento do défice, implementado pelo anterior ministro das Finanças, Teixeira dos Santos.[26]

Este governo, bem como o próprio Passos Coelho, são até hoje conhecidos pelas suas medidas de austeridade, que desencadearam manifestações e foi a principal causa da queda do segundo governo de Passos Coelho.